# Делта (Минас-Жерайс)
Делта (порт. Delta) — муниципалитет в Бразилии, входит в штат Минас-Жерайс. Составная часть мезорегиона Триангулу-Минейру-и-Алту-Паранаиба. Входит в экономико-статистический микрорегион Убераба. Население составляет 5498 человек на 2006 год. Занимает площадь 104,472 км². Плотность населения — 52,6 чел./км².

## Статистика
- Валовой внутренний продукт на 2003 год составляет 103 556 322,00 реалов (данные: Бразильский институт географии и статистики).
- Валовой внутренний продукт на душу населения на 2003 год составляет 19 542,62 реалов (данные: Бразильский институт географии и статистики).
- Индекс развития человеческого потенциала на 2000 год составляет 0,750 (данные: Программа развития ООН).